# ليو فيندر
كلارنس ليونداس «ليو» فيندر (Clarence Leonidas "Leo" Fender) (10 أغسطس 1909 – 21 مارس 1991) هو المخترع الأمريكي الذي أسس شركة تصنيع الآلات الموسيقية الكهربائية فيندر (Fender Electric Instrument Manufacturing Company) التي تُسمى اختصارًا بـ «فيندر». ولكنه ترك الشركة في نهاية عام 1960، وأسس مؤخرًا شركتين آخريين للأدوات الموسيقية هما شركة ميوزيك مان (MusicMan) وشركة جي أند إل للآلات الموسيقية (G&L Musical Instruments).
لا يزال الغيتار وغيتار البيس والمضخم اللتي صممها ليو فيندر منذ عام 1940 موجودة حتى الآن: كان غيتار فيندر تيليكاستر (Fender Telecaster) (1950) أول غيتار يتم إنتاج أعداد ضخمة منه؛ جيتار فيندر ستراتوكاستر (Fender Stratocaster) (1954) هو واحد من أكثر الغيتارات الكهربائية الرمزية في العالم؛ وضع جيتار بيس الكهربائي (Fender Precision Bass) (1951) معايير غيتارات البيس الكهربائية؛ وأصبح مضخم الصوت فيندر بيسمان (Fender Bassman) وهو شائع جدًا- أساس جميع مضخمات الصوت التي صُنعت فيما بعد (وأفضلها من شركة مارشال (Marshall) وشركة ميسا بوجي (Mesa Boogie)) وسيطر على موسيقى الروك أند رول.

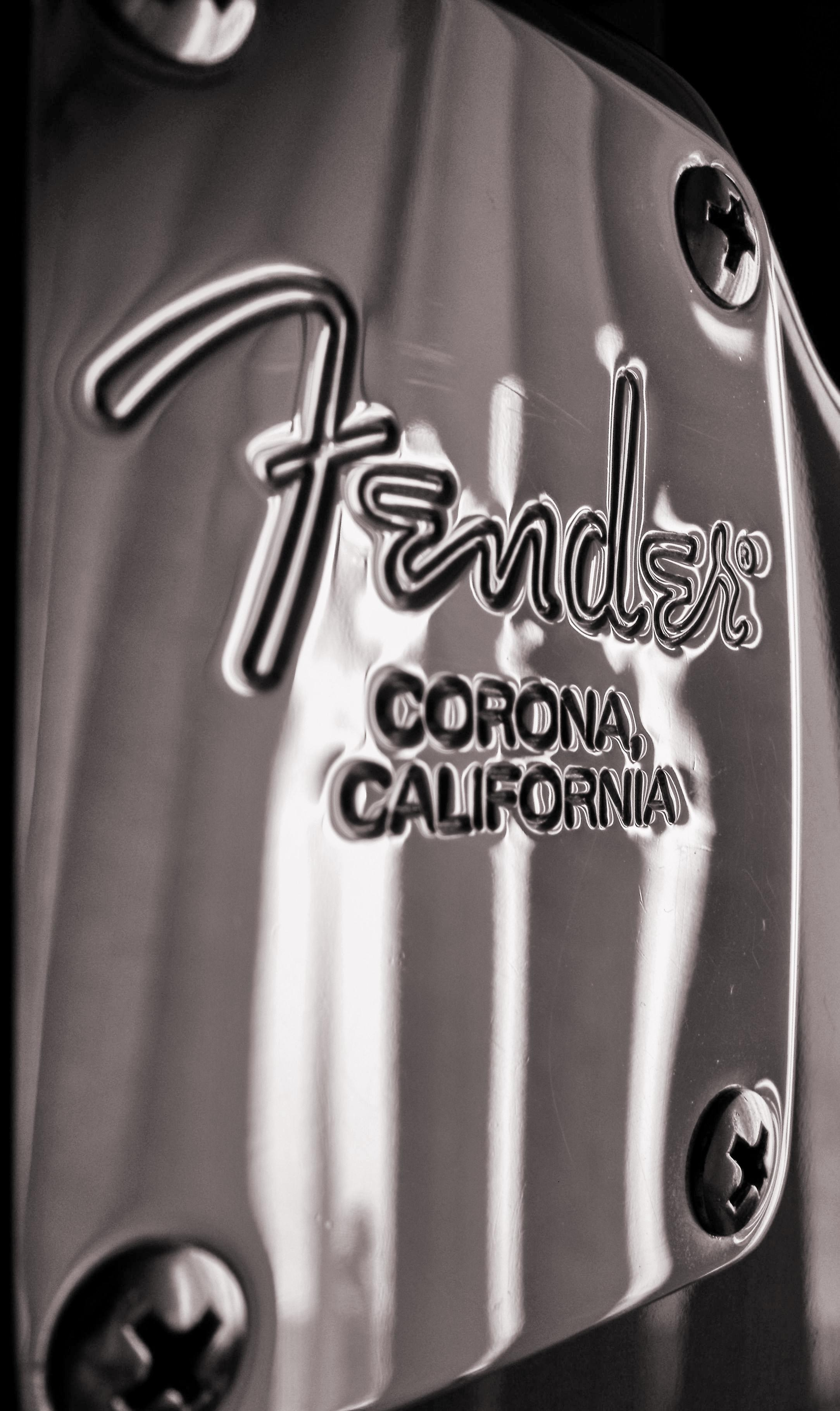

## السيرة الذاتية

### فترة الطفولة
وُلد كلارنس ليونداس فيندر («ليو») يوم 10 أغسطس عام 1909، وكان والده كلارنس مونتي فيندر (Clarence Monte Fender) ووالدته هاريت إلفيرا وود (Harriet Elvira Wood) مالكي بستان برتقال مُربح يقع بين مدينة أناهيم (Anaheim) ومدينة فوليرتون (Fullerton) في كاليفورنيا.
أظهر فيندر اهتمامًا بالإلكترونيات من عمر مبكر. عندما كان عمره 13 عامًا، أرسل إليه عمه الذي يدير ورشة سيارات كهربائية صندوقًا مليئًا بأجزاء مهملة لراديو سيارة ومعه بطارية. قام ليو في العام التالي بزيارة عمه في ورشته في سانتا ماريا بكاليفورنيا وانبهر عندما وجد أن عمه قد صنع راديو من أجزاء فائضة من التصليحات ووضعه للعرض أمام الورشة. وعبر عن ذلك قائلاً إن الصوت العالي للموسيقى القادمة من مكبر الصوت لهذا الراديو تركت بداخله تأثيرًا دائمًا. وبعدها بفترة قصيرة، بدأ ليو بتصليح أجهزة الراديو في محل صغير في منزل والديه.
وفي ربيع عام 1928، تخرج فيندر من مدرسة اتحاد فوليرتون العليا (Fullerton Union High School) ودخل كلية فوليرتون ودرس المحاسبة. وعندما كان يدرس ليصبح محاسبًا، ظل يعلم نفسه الإلكترونيات، وشغل نفسه بأجهزة الراديو والعناصر الكهربائية الأخرى ولكنه لم يأخذ أية دورات في الإلكترونيات.
بعد إتمام الكلية، استلم فيندر وظيفة موصل الطلبات في شركة التجميع والتخزين البارد للثلج في مدينة أناهيم التي عمل فيها بعد ذلك كمحاسب. كان هذا الوقت تقريبًا هو الوقت الذي اقترب فيه قائد فرقة محلية من ليو وسأله إذا كان في مقدرته صُنع مكبر صوت جمهوري لتستخدمه الفرقة في الرقصات في هوليود. اتفق فيندر معه وتعاقد على صُنع ستة مكبرات صوت جهورية.
في عام 1933، قابل فيندر إسثر كلوسكي (Esther Klosky) وتزوجا عام 1934. في هذا الوقت، استلم فيندر وظيفة محاسب لإدارة الطريق السريع في كاليفورنيا في مقاطعة سان لويس أوبيسبو (San Luis Obispo). تم إلغاء وظيفته بسبب تغيير حكومي للعمال، ثم حصل على وظيفة في قسم المحاسبة في شركة إطارات. وبعد العمل بها لمدة ستة أشهر، فقد ليو والمحاسبون الآخرون وظائفهم في هذه الشركة.

### خدمة فيندر لتصليح الراديو
في عام 1938، رجع ليو وإسثر إلى فوليرتون واقترض ليو مبلغ 600 دولار وبدأ في تجهيز ورشة إصلاح راديو خاصه به وسماها، «خدمة فيندر لتصليح الراديو.» وقريبًا، بدأ الموسيقيون وقائدو الفرق الموسيقية يأتون إليه بسبب مكبرات الصوت الجمهورية التي كان يصنعها ثم يؤجرها أو يبيعها. وزاروا ورشته أيضًا ليقوم بتضخيم الصوت في الجيتار الذي يستخدم مضخمًا للصوت، هذا الجيتار الذي بدأ يظهر في موسيقى الجاز والفرق الكبيرة في المشهد الموسيقي في كاليفورنيا الجنوبية، ولشراء جيتار «هاواي» الكهربائي أو جيتار «الصلب» الذي أصبح شائعًا في موسيقى الريف.

### مكونات الجيتار الأولي
أثناء الحرب العالمية الثانية، تقابل ليو مع كلايتون أور «دوك» كوفمان (Clayton Orr "Doc" Kauffman)، وهو مخترع ويعزف على الجيتار الصلب وكان يعمل لصالح شركة Rickenbacker التي كانت تصنع وتبيع جيتارات صلبة منذ عقود. وخلال عمله مع شركة Rickenbacker، اخترع كوفمان قطعة الذيل «الفيبرولا» (Vibrola)، السابقة لقطعة الذيل التالية فيبراتو (vibrato) أو «تريمولو» (tremolo). قام فيندر بإقناع كوفمان بأنهما يجب أن يكوّنا فريق عمل ويعملا معًا، فكوّنا «شركة كيه أند إف للتصنيع» (K & F Manufacturing Corporation) لتصميم مضخمات الصوت وتكوين غيتارات هاواي المُضخمة للصوت. في عام 1944، قدم ليو ودوك براءة اختراع الإيتار الصلب الذي يعمل بالمجموعة الإلكترونية التي اخترعها فيندر مسبقًا. وفي عام 1945، بدءا بيع الإيتار ومعه مضخم للصوت في مجموعة من اختراع فيندر.

### تطور الجيتار الكهربائي: إسكواير/برودكاستر/تيليكاستر
بدأت الفرق الكبيرة في الولايات المتحدة بالاتجاه إلى الموضة مع نهاية الحرب العالمية الثانية فتكونت مجموعات تعزف على البيانو بأسلوب البوجي ووجي (boogie-woogie) وأسلوب ريذم أند بلوز (rhythm and blues) وموسيقى الأرجوحة الغربية (western swing) وهونكي تونك (honky-tonk). استخدمت هذه الأساليب الجيتار الكهربائي بسبب قدرته على إعطاء عدد صغير من العازفين قوة صوت كقوة صوت فرقة بوق كاملة. كان الجيتار archtop المزود برافع هو اختيار فرق الرقص في نهاية عام 1940، ولكن أدت زيادة الفنادق الصغيرة وقاعات الرقص إلى زيادة الحاجة إلى أدوات موسيقية أعلى وأرخص وأكثر قدرة على التحمل. احتاج العازفون إلى أعناق جيتار أسرع وإلى تنغيم أفضل لعزف ما يسميه عازفو الريف «انطلق وقود الجيتار.» في نهاية عام 1940، بدأت الجيتارات الكهربائية الصلبة تنتشر في وسط العامة، ومع ذلك ظلت الناس تعتبرها أحدث آلات وكان معهم الجيتار الكهربائي الإسباني Rickenbacker وهي أكثر أجسام صلبة تجارية متاحة، وكان جيتار لوج "Log" الذي اخترعه لس بول (Les Paul) في المنزل وجيتار بيجسبي ترافيس (Bigsby Travis) الذي اخترعه بول بيجسبي (Paul Bigsby) لميرلي ترافيس (Merle Travis) أكثر النماذج المرئية مؤخرًا.
توصل فيندر إلى إمكانية اختراع جيتار كهربائي أسهل في حمله وضبطه والعزف عليه، ولن يكون له صدى صوت في قاعات الرقص كالأصوات التي تخرجها جيتارات arch top التقليدية. في عام 1949، أنهى فيندر النوذج المبدئي لجسم صلب كهربائي نحيل، وتم استخدامه لأول مرة عام 1950 باسم فيندر إسكواير (Esquire) (وهو جسم صلب به رافع واحد) ثم سُمي باسم برودكاستر (Broadcaster) وبعدها بسنة تم تغيير اسمه إلى تيليكاستر (Telecaster) (يحتوى على رافعتين مغناطيسيتين). بالرغم من أنه لم يعترف بذلك أبدًا، ولكن يبدو أن فيندر أسس تصميمه على باكليت (Bakelite) شركة Rickenbacker. أصبح جيتار التيليكاستر الذي يتكون في الأصل من رافعتين أحاديتين الملف ويُستخدم بكثرة بين العازفين الغربيين وعازفي الريف واحدًا من أكثر الجيتارات الكهربية المشهورة في التاريخ.

### الستراتوكاستر
بناءً على احتياجات العملاء، قرر فيندر أن يترك التيليكاستر بدلاً من تعديله ويصمم جسمًا صلبًا راقيًا لجيتار آخر ليبيعه مع التيليكاستر. كان عازف الموسيقى الغربية بيل كارسون (Bill Carson) واحدًا من النقاد الرئيسيين الذين انتقدوا التيليكاستر ووضحوا أن التصميم الجديد لابد وأن يحتوي على سنّادات موصلة فردية مناسبة، وأربع أو خمس رافعات، ووحدة مهتزة يمكن استخدامها في أي اتجاه ثم ترجع إلى النغمة المناسبة، وجسم كفافي ليحيط بحواف التيليكاستر القاسية التي على شكل شرائح ليكون حمله مريحًا أكثر. بدأ فيندر في تصميم الستراتوكاستر بمساعدة المصمم فريدي تافاريس (Freddie Tavares) في نهاية عام 1953 احتوى الستراتوكاستر على عنق أكثر دائرية وأقل «عوجًا» (على الأقل في السنة الأولى من الإصدار) وقاطعين لتسهيل الوصول إلى آلة حافظات صوت أعلى.

## جيتارات البيس: بريسيشن، الجاز
تناول فيندر في هذا الوقت المشاكل التي تواجه العازفين على الكمان الأجهر أو الكونترباص الذين لا يستطيعون المنافسة بصوت الكمان الأجهر مع باقي العازفين على الآلات الأخرى. بالإضافة إلى أن الكونترباص كبير وضخم ويصعب نقله. وبإصدار جيتار جيتار البيس (P-Bass) عام 1951، قام ليو فيندر بحل المشكلتين: فجيتار البيس التيليكاستر صغير ويسهل حمله، ويساعده جسمه الصلب والأربعة مغناطيسات ورافعة الملف الواحد على إصدار أصوات أعلى دون الحاجة إلى تغذية مرجعية. بعد جيتار بريسيشن بيس (سُمي بهذا الاسم بسبب عنقه المتآكل الذي يتيح للعازفين العزف بدقة) قدم فيندر مضخم صوت بيس فيندر بيسمان (Fender Bassman) قدرته 45 وات وبه أربعون مكبر صوت (كانوا في البداية 15 مكبر صوت).
شهد عام 1954 إعادة تصميم جيتار بريسيشن بيس بالتزامن مع تقديم الستراتوكاستر. دمج بعض خطوط الكفاف لجسم الستراتوكاستر، شملت إعادة تصميم الرافع أحادي الملف المشقوق وجلوبيدور مؤكسدًا ذهبيًا. في عام 1960، أصبح جيتار بريسيشن بيس يحتوي على مفاتيح وردية، واختيارات لونية أوسع وجلوبيدور بثلاث رقائق خشبية.
شهد عام 1960 انطلاق جيتار البيس جاز وهو جيتار بيس مستحدث، أكثر أناقة يحتوي على عنق أنحف وجسم ملتوٍ ورافعتين أحاديتي الملف (مما يقابل جيتار بريسيشن بيس ورافعته split-humbucking pickup ‏ التي تم تقديمها عام 1957). انتشر جيتار البيس جاز سريعًا مثل الذي سبقه وظل شائعًا حتى يومنا هذا حيث يسعى مُجمّعو القطع القديمة وراء النماذج الأولية لهذا الجيتار.

## 1970 — ميوزيك مان وجي أند إل
أُصيب ليو فيندر عام 1950 بعدوى بكتيريةقالب:Dn جعلته يشعر بقرب وفاته لدرجة أنه قرر أن يصفي أعماله التجارية ويبيع شركته إلى هيئة الإذاعة الكولومبية (CBS) عام 1965. وقع ليو فيندر على بند في العقد ينص على أن يظل ليو فيدر مستشارًا لشركته لفترة معينة. وبعد فترة قصيرة من بيعه شركته، توالى عليه الأطباء وشُفي من مرضه.[بحاجة لمصدر] ورجع إلى سوق العمل عام 1971 وأسس شركة تراي سونيك (Tri-Sonic). ثم انتهت فترة صلاحية البند في العقد عام 1974، وتغير اسم الشركة إلى شركة ميوزيك مان. وأصبح ليو فيندر رئيس هذه الشركة عام 1975.
كان جيتار البيس ستينجراي (StingRay) من الآلات المبتكرة مبكرًا. حيث إن تصميم جسد الجيتار يشبه كثيرًا تصميم جسد جيتار البيس بريسيشن، يُعتبر جيتار ستينجراي أول إنتاج لجيتارات البيس به إلكترونيات نشطة. أصبح المعادل النشط ثنائي الضفة ورافعة الإنتاج والهمباكر والعنق اللامع الأملس للجيتار ستينجراي هي الأشياء المفضلة لدى كثير من العازفين المؤثرين، ومنهم: لويس جونسون (Louis Johnson) وجون ديكون (John Deacon) وفليا (Flea). ثم تمت إضافة المعادل النشط ثلاثي الدقة للجيتار ستينجراي بعد ذلك.[بحاجة لمصدر] كانت شركة ميوزيك مان تُصنِّع مضخمات للصوت أيضًا، صُمم HD-130 Reverb لينافس مضخم الصوت توين (Twin Reverb) عندما أصبحت أصوات توين الصافية موضة قديمة.
في عام 1979، أسس ليو فيندر وأصدقاؤه القدامى جورج فوليرتون (George Fullerton) ودالي هيات (Dale Hyatt) شركة جديدة تُسمى شركة جي أند إل (George & Leo) للآلات الموسيقية. تأثرت تصميمات شركة جي أند إل كثيرًا بتصميمات فيندر الأساسية للجيتارات مثل الستراتوكاستر والتيليكاستر ولكن أدخلت عليها بعض التجديدات مثل أنظمة الاهتزاز المُقوية (enhanced tremolo systems) والإلكترونيات.
ماتت إسثر زوجة فيندر بالسرطان عام 1979. وتزوج مرة ثانية عام 1980 من فيليس فيندر (Phyllis Fender) رئيسة شركة جي أند إل. استمر فيندر في إنتاج جيتارات بالرغم من إصابته بالعديد من السكتات الدماغية الخفيفة. وتُوفي يوم 21 مارس عام 1991 بعد معاناة طويلة من مرض باركنسون. ودُفن في حديقة فيرهافين التذكارية (Fairhaven Memorial Park) في سانتا أنا، كاليفورنيا. تم تتويج إنجازاته و«مساهماته في التقنيات الهامة لمجال التسجيل» بحصوله على جائزة غرامي عام 2009.

## وصلات خارجية
- Fender Musical Instruments website
- G&L Guitars website